# LGV Johannesbourg - Durban
La LGV Johannesbourg - Durban est un projet de ligne à grande vitesse sud-africaine mesurant 550 kilomètres.

## Histoire
En avril 2010, le ministre des Transports sud-africain Sibusiso Ndebele (en) a proposé un système de ligne à grande vitesse entre Johannesbourg et Durban. Il y a des préoccupations au sujet du coût et de l'ingénierie de la difficulté du projet, qui devrait traverser les montagnes du Drakensberg. Le projet devrait coûter 30 milliards de dollars US, mais d'autres sources de financement seraient disponibles. La compagnie China Railway Group (en) affirme être en pourparlers avec le gouvernement sud-africain pour les contrats de construction.

## Cartes
- Carte de l'ONU